# Selidosema syriacaria
Selidosema syriacaria är en fjärilsart som beskrevs av Otto Staudinger 1901. Selidosema syriacaria ingår i släktet Selidosema och familjen mätare. Inga underarter finns listade i Catalogue of Life.